# Karl Lachmann
Karl Konrad Friedrich Wilhelm Lachmann (4 de març de 1793 - 13 març 1851), filòleg alemany i editor de textos clàssics grecollatins, bíblics i germànics, creador del mètode d'ecdòtica i crítica textual.
Lachmann va néixer a Braunschweig. Va estudiar a Leipzig i Göttingen. En 1815 va formar part de l'exèrcit prussià que va arribar a París en el marc de les guerres Napoleòniques. El gener de 1818 va ser nomenat professor extraordinari de filologia clàssica a la Universitat de Königsberg, i va dedicar el seu temps lliure a la germanística i la poesia medieval alemanya. Després va ser professor a la universitat, de Friedrich Wilhelm, Berlín (1825-1851) i, el 1830, membre de l'Acadèmia de Ciències d'aquesta ciutat. Va dedicar la seva vida a la investigació de la llengua i la literatura de l'alt alemany antic i alt alemany mitjà; va delinear els principis fonètics i mètrics de l'alt alemany mitjà en treballs primerencs de 1816-17, la seva obra major en aquest camp és la forma primitiva dels «Nibelungs » (1826), obra que a la seva mort revisà el seu amic i col·laborador Moriz Haupt (1808-1874). Després es va orientar preferentment a l'estudi de la crítica textual de la literatura grecollatina. Entre altres, va editar a Properci (1816, 2a ed. 1829, amb Catul i Tibul), Genesius (1834); Terentianus Maurus (1836); Babrio (1845); Aviano (1845); Gai (1841-1842); els Agrimensores Romani (1848-1852); els Des Minnesangs Frühling de Reinmar de Haguenau i Lucili (editat després de la seva mort per Vahlen, 1876). També va traduir els Sonets de Shakespeare i Macbeth (1829). Va dedicar els últims anys de la seva vida, des de 1845, a editar el De rerum natura de Lucreci (1850), que es considera la seva obra mestra. Va morir a Berlín.